# 无骨鱼龙属
无骨鱼龙属（学名：Quasianosteosaurus）是鱼龙目一个原始的已灭绝属，生存于早三叠世（晚奥伦尼克期）晚期的挪威斯瓦尔巴群岛斯匹次卑尔根岛。该属由迈克尔·沃尔纳·迈施（Michael Werner Maisch）和安德里亚斯·西奥多·马茨凯（Andreas Theodor Matzke）于2003年首次命名，模式种是维京山无骨鱼龙（Quasianosteosaurus vikinghoegdai）。属名取自拉丁语quasi（几乎）及古希腊语anosteos（没有骨头的）与sauros（蜥蜴），形容正模标本的保存状况，即近乎完全是颅骨的自然印模，原始骨骼则非常少。种名取自Vikinghøgda一词，指发现正模标本的维京山（Mount Viking）。仅有的正模标本MNHN Nr. SVT 331是一只局部呈三维状态保存的颅骨，由吻部和眼眶及眶后部分组成。该颅骨是迄今已知最大的三叠纪鱼龙颅骨，颅长估计为50（20英寸）。其收集于萨森达伦峡谷维京山的萨森达伦群黏持组（斯派斯亚期）格里普鱼龙段（Grippia Niveau）最底层。迈施与马茨凯（2003年）进行的一项系统发育分析发现它是种原始的鱼龙类，也是休尼鱼龙类的姐妹群。